# Сідетська мова
Сідетська мова — мова, що входила до вимерлої анатолійської гілки індоєвропейської сім'ї мов.
Відома з написів на монетах, та інскрипцій, знайдених в місті Сіде в історичному регіоні Памфілія, що датуються приблизно V ст. до н.е. — III століттями до н. е.. Грецький історик Флавій Арріан також згадує про існування в Сіде особливої місцевої мови.
Сідетська мова була ймовірно близькоспоріднена лідійській, карійській та лікійській і, можливо, займала проміжне становище між лідійською та лікійською мовами.
Сідетська мова мала власну абетку, яка складалася з графем, запозичених з грецької і фінікійської абеток.
В II — I століття до н. е. Сідетська мова була повністю витіснена грецькою.